# Трелон (кантон)

Кантон Трелон в составе округа Авен-сюр-Эльп

Трело́н (фр. Trélon) — упраздненный кантон во Франции, регион Нор — Па-де-Кале, департамент Нор. Входил в состав округа Авен-сюр-Эльп.
В состав кантона входили коммуны (население по данным Национального института статистики за 2011 г.):
- Анор (3 313 чел.)
- Бев (159 чел.)
- Валле-ан-Фань (302 чел.)
- Вилли (165 чел.)
- Виньеи (3 056 чел.)
- Глажон (1 831 чел.)
- Мустье-ан-Фань (61 чел.)
- Оен (1 304 чел.)
- Трелон (3 032 чел.)
- Ферон (564 чел.)
- Фурми (12 608 чел.)
- Эпп-Соваж (270 чел.)

## Экономика
Структура занятости населения:
- сельское хозяйство — 2,7 %
- промышленность — 14,0 %
- строительство — 5,3 %
- торговля, транспорт и сфера услуг — 31,8 %
- государственные и муниципальные службы — 46,2 %

Уровень безработицы (2010) - 23,6 % (Франция в целом - 12,1 %, департамент Нор - 15,5 %). 

Среднегодовой доход на 1 человека, евро (2010) - 16 147 (Франция в целом - 23 780, департамент Нор - 21 164).

## Политика
На президентских выборах 2012 г. жители кантона отдали в 1-м туре Франсуа Олланду 28,3 % голосов против 26,6 % у Марин Ле Пен и 21,0 % у Николя Саркози, во 2-м туре в кантоне победил Олланд, получивший 56,8 % голосов (2007 г. 1 тур: Саркози - 25,4 %, Сеголен Руаяль - 24,3 %; 2 тур: Руаяль - 52,7 %). На выборах в Национальное собрание в 2012 г. по 3-му избирательному округу департамента Нор они в 1-м туре отдали большинство голосов - 54,5 % - действующему депутату и своему представителю в Генеральном совете департамента Жану-Люку Пера,  выступавшему на этих выборах в качестве независимого левого кандидата. Однако во 2-й тур Пера не прошел, и в нем победу одержал кандидат Социалистической партии Реми Повро, набравший 56,2 % голосов. (2007 г. 24-й округ. Жан-Люк Пера (СП): 1-й тур - 45,0 %, 2-й тур - 68,2 %). На региональных выборах 2010 года «левые» также уверенно победили: список социалистов собрал больше всего голосов в 1-м туре — 29,4 %; во 2-м туре единый «левый список» с участием коммунистов и «зеленых» получил 54,2 %, а «правые» и Национальный фронт — по 22,9 %.
|  | Кандидат        | Партия                    | % голосов |
|  | --------------- | ------------------------- | --------- |
|  | Жан-Люк Пера    | Социалистическая партия   | 60,74     |
|  | Элизабет Кораль | Союз за народное движение | 24,81     |
|  | Жан Дюро        | Коммунистическая партия   | 14,45     |